# Iván Bohdán
Iván Havrílovich Bogdán (Dmitro-Bílivka, Óblast de Mykoláiv, República Socialista Soviética de Ucrania, Unión Soviética, 29 de febrero de 1928 - 25 de diciembre de 2020) fue un luchador ucraniano, que llegó a ser campeón olímpico en Roma 1960.

## Carrera deportiva
En los Juegos Olímpicos de 1960 celebrados en Roma ganó la medalla de oro en lucha grecorromana estilo peso pesado, por delante del luchador alemán Wilfried Dietrich (plata) y del checoslovaco Bohumil Kubát (bronce).